# Sciapus mauritiensis
Sciapus mauritiensis är en tvåvingeart som beskrevs av Octave Parent 1939. Sciapus mauritiensis ingår i släktet Sciapus och familjen styltflugor.
Artens utbredningsområde är Mauritius. Inga underarter finns listade i Catalogue of Life.